# جيل النوثييا

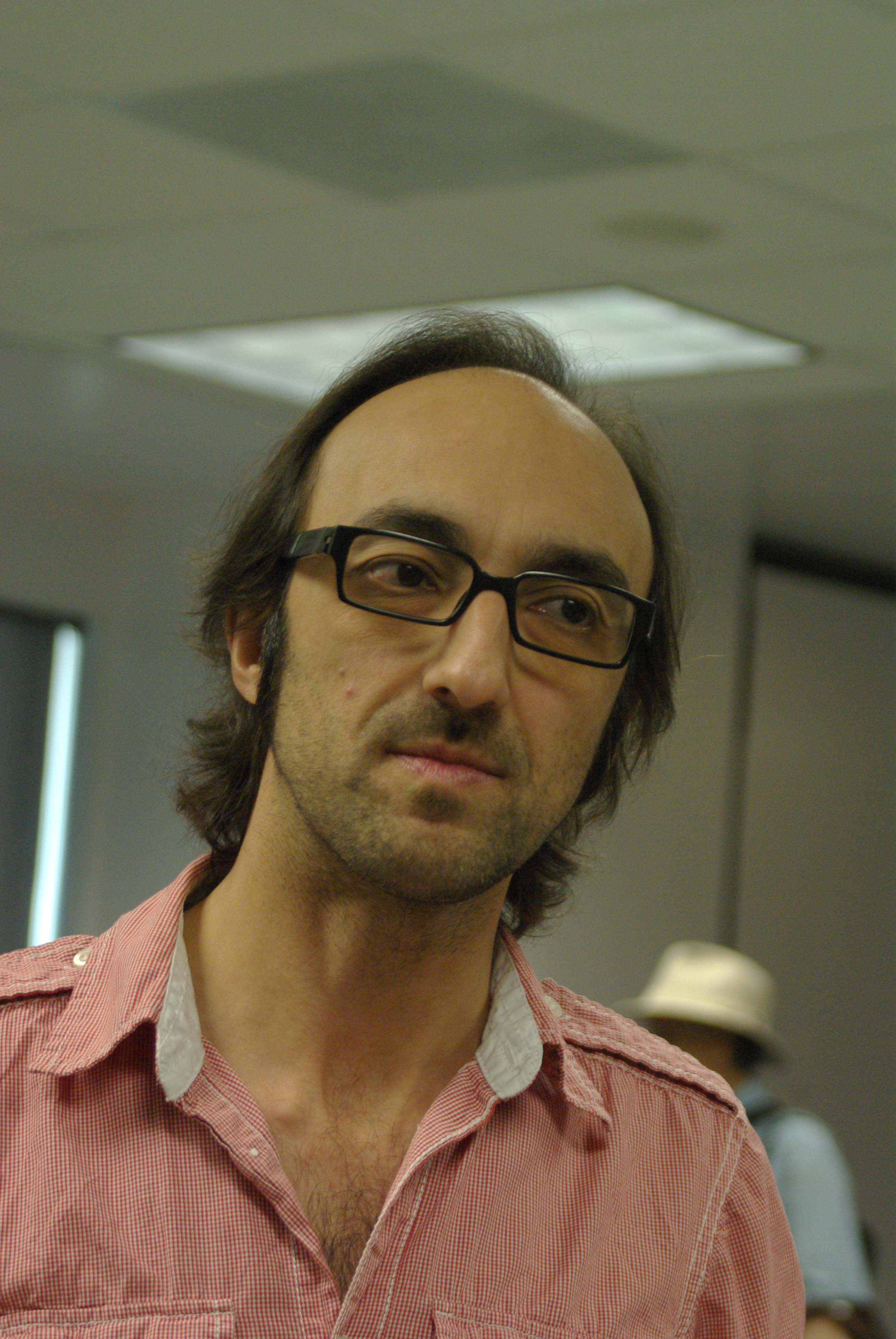

جيل النوثييا الأدبي (بالإسبانية: Generación Nocilla)‏ أو ما يُعرف شيوعًا باسم ما بعد البوب (Afterpop) هم الكتاب الإسبان الذين وُلدوا فيما بين عامي 1960 و1976 وشكلوا تيارًا أدبيًا.

## أهم الكتاب
- بيثينتي لويس مورا.
- خورخي كاريون.
- مانويل بيلاس.
- أجوستين فيرنانديث ماييو.
- إيلوي فيرنانديث بورتا.
- خابيير فيرنانديث سانشيث.
- لوليتا بوستش.